# Nukuʻalofa
Nukuʻalofa ist die Hauptstadt und der Regierungssitz des ozeanischen Königreiches Tonga. Die Stadt liegt an der Nordküste der Insel Tongatapu, nur wenige Zentimeter über dem Meeresspiegel.

## Geographie
Nukuʻalofa (‚Ort der Liebe‘, vermutlich samoanischen Ursprungs) ist die konventionelle geographische Bezeichnung der Hauptstadt. Organisatorische Einheiten sind von West nach Ost die drei Gemeinden Kolomotuʻa (‚Altstadt‘), Kolofoʻou (‚Neustadt‘) und Maʻufanga (‚Landeplatz‘), die sich wiederum in Unterorte (subvillages) aufteilen:
| Kolomotuʻa Central Tongataʻeapa Tufuenga Sopu ʻIsileli Halaʻovave Tuʻatakilangi Vaololoa Longolongo Kapeta | Kolofoʻou Central Fasi Mo e Afi Fanga ʻo Pilolevu Halafoʻou Pahu ʻAmaile Ngeleʻia Mataika Halaleva | Maʻufanga Central Pili Halaleva Maʻufanga Petia Touliki Houmakelikao Fangaloto ʻUmusi & ʻAnana |

Seit 2018 wird auch das Tonga National Center in der weiter südlich gelegenen Gemeinde Tofoa zu Nukuʻalofa gerechnet, weil dort nun das Parlament (Fale Alea) tagt.

## Geschichte
Die Ursprünge der Stadt gehen auf eine Festung zurück. Diese wurde 1807 durch Finau, Häuptling Haʻapais, zuerst zerstört und dann wieder aufgebaut, bevor sie im darauffolgenden Jahr durch Tarki, einem anderen Häuptling, wieder zerstört wurde. Als 1845 Tonga wiedervereinigt wurde, erklärte König George Tupou I. Nukuʻalofa zur Hauptstadt Tongas.
Nach politisch motivierten Ausschreitungen, die dann in Plünderungen übergingen, brannte am 16. November 2006 ein Großteil des Geschäftsviertels von Nukuʻalofa ab. Der daraufhin verhängte Ausnahmezustand wurde mit Unterbrechungen bis Dezember 2009 aufrechterhalten.
2022 verursachte ein Tsunami, der durch den Ausbruch des Hunga Tonga ausgelöst wurde, erhebliche Schäden in der Stadt.

## Klimatabelle
|                       | Jan | Feb | Mär | Apr | Mai | Jun | Jul | Aug | Sep | Okt | Nov | Dez |   |      |
| Mittl. Tagesmax. (°C) | 29  | 29  | 29  | 28  | 26  | 25  | 25  | 24  | 25  | 26  | 27  | 28  | ⌀ | 26,7 |
| Mittl. Tagesmin. (°C) | 22  | 23  | 23  | 22  | 20  | 19  | 18  | 18  | 18  | 19  | 21  | 21  | ⌀ | 20,3 |
|                       |     |     |     |     |     |     |     |     |     |     |     |     |   |      |
| Niederschlag (mm)     | 201 | 220 | 227 | 150 | 113 | 92  | 106 | 113 | 113 | 113 | 109 | 130 | Σ | 1687 |
|                       |     |     |     |     |     |     |     |     |     |     |     |     |   |      |
| Regentage (d)         | 14  | 14  | 16  | 11  | 9   | 7   | 9   | 8   | 9   | 9   | 9   | 10  | Σ | 125  |
|                       |     |     |     |     |     |     |     |     |     |     |     |     |   |      |
| Wassertemperatur (°C) | 27  | 27  | 27  | 27  | 26  | 24  | 24  | 23  | 23  | 24  | 24  | 25  | ⌀ | 25,1 |
|                       |     |     |     |     |     |     |     |     |     |     |     |     |   |      |
| Luftfeuchtigkeit (%)  | 83  | 84  | 84  | 83  | 80  | 80  | 78  | 79  | 78  | 79  | 79  | 80  | ⌀ | 80,6 |

| 22 |

| 23 |

| 23 |

| 22 |

| 20 |

| 19 |

| 18 |

| 18 |

| 18 |

| 19 |

| 21 |

| 21 |

| 22 |

| 23 |

| 23 |

| 22 |

| 20 |

| 19 |

| 18 |

| 18 |

| 18 |

| 19 |

| 21 |

| 21 |

## Wirtschaft und Tourismus
Nukuʻalofa ist Tongas wirtschaftliches Zentrum und Verkehrsknotenpunkt. Hauptexportgüter sind Kopra, Bananen, Vanille und meist traditionelle handwerkliche Produkte. Große Bedeutung hat auch der Tourismus. Die Stadt hat den größten Industriehafen Tongas und liegt ungefähr 25 Kilometer vom Internationalen Flughafen Fuaʻamotu entfernt.
Mit dem ʻAtenisi Institute besitzt Nukuʻalofa die einzige unabhängige hochschulähnliche Bildungsanstalt Tongas. Außerdem befindet sich in der Stadt auch eine Lehrerbildungsanstalt und eine Hotelfachschule. Das Queen Salote College ist die älteste Mädchenschule Tongas.
Hauptsehenswürdigkeit ist der Königspalast aus dem Holz der Norfolk-Tanne. Weitere Attraktionen sind die einzige Einbahnstraße Tongas (Railway Road), die Vuna-Werft, die königlichen Grabstätten sowie zahlreiche Kirchen, darunter die Basilika des Heiligen Antonius von Padua und die Centenary Church, die sonntags von der königlichen Familie besucht wird.
Die Stadt bietet das einzig nennenswerte Nachtleben Tongas und verfügte über das einzige Kino des Landes. Außerdem befindet sich ein Rugbystadion in der Stadt.

## Bevölkerung
2011 hatte Nukuʻalofa (Urban Tonga) rund 24.000 Einwohner, 2016 rund 23.000 und 2021 rund 21.000; das sind gut ein Drittel der Einwohner der Hauptinsel Tongatapu bzw. knapp ein Viertel der Gesamtbevölkerung Tongas. Die Agglomeration Greater Nukuʻalofa, bestehend aus den Distrikten Kolofoʻou und Kolomotuʻa, hatte 2011 rund 36.000, 2016 rund 35.000 und 2021 rund 34.000 Einwohner; also knapp die Hälfte der Einwohner Tongatapus oder ein Drittel der Bevölkerung des Staates Tonga.

## Sport
Die tongaische Rugby-Union-Nationalmannschaft trägt ihre Heimspiele im Teufaiva Sport Stadium aus. In der Stadt befindet sich auch der Verbandssitz der Tonga Rugby Union.

## Söhne und Töchter der Stadt
- Kuli Faletau (* 1963), Rugby-Union-Spieler
- Soane Patita Paini Mafi (* 1961), römisch-katholischer Geistlicher und Bischof von Tonga
- Kurt Schober (1917–2003), Volkswirt, Verleger und Oberbürgermeister von Herford

## Galerie

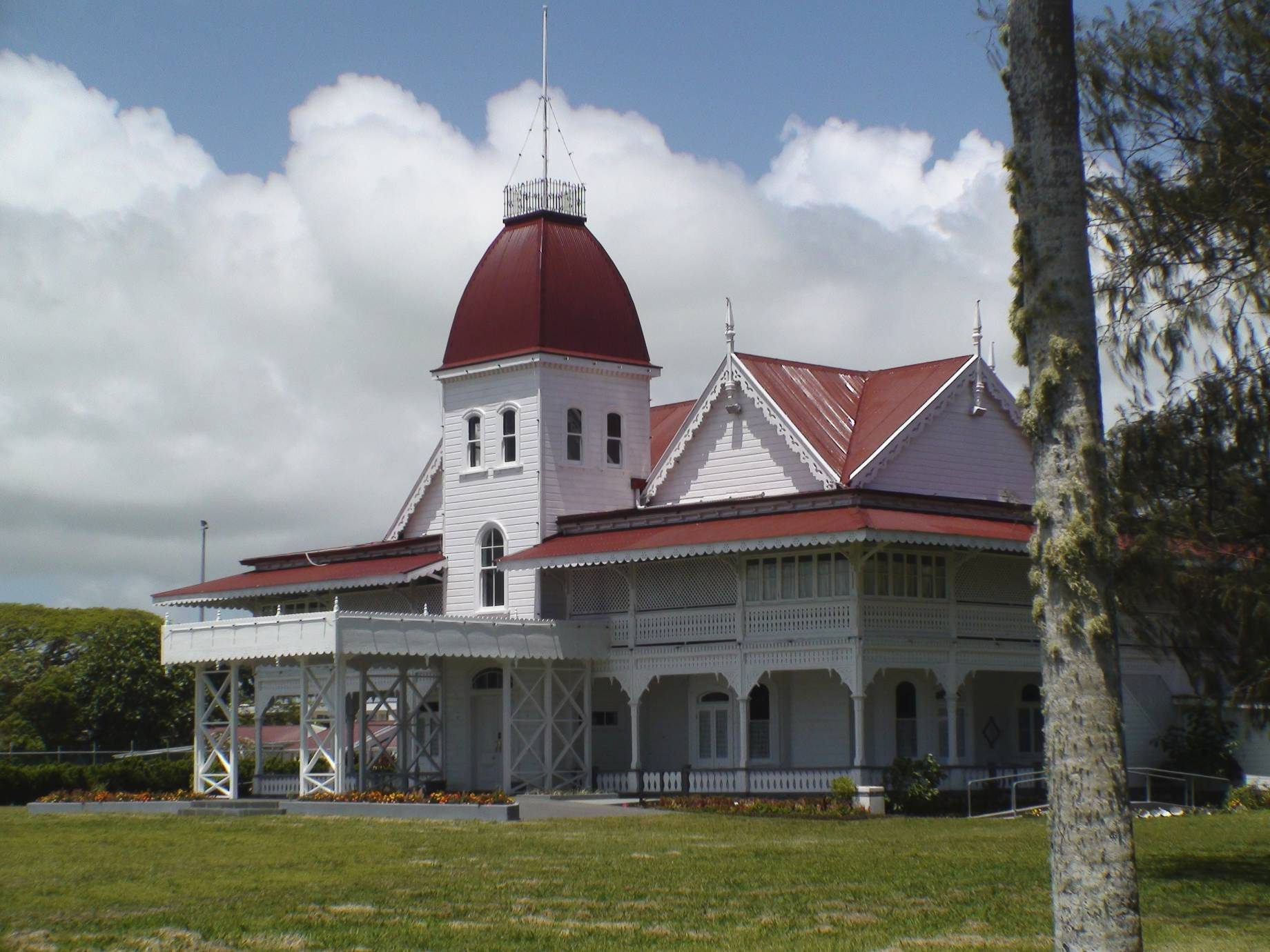
Königspalast, Kolofoʻou
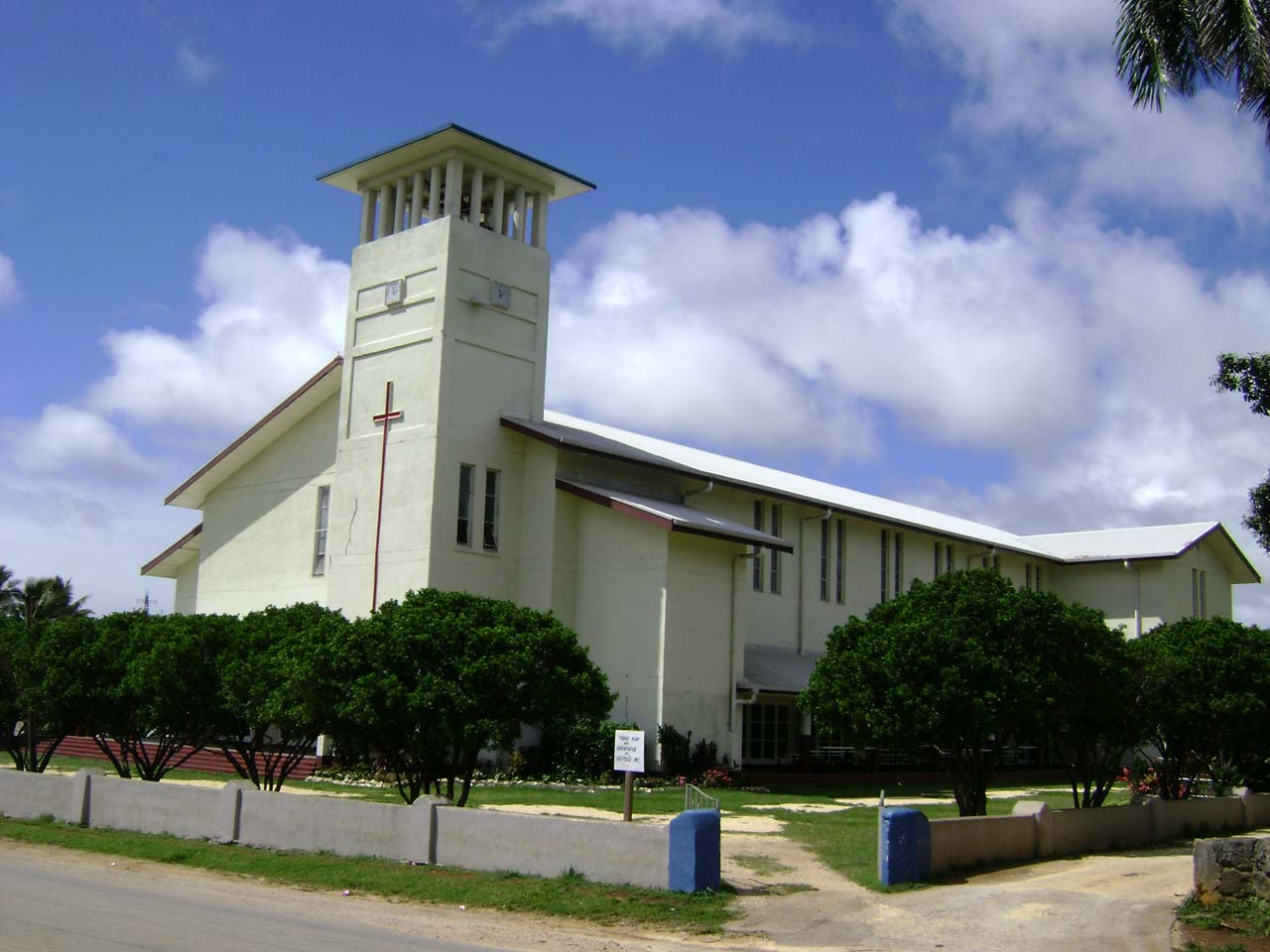
Centenary Church, Kolomotuʻa
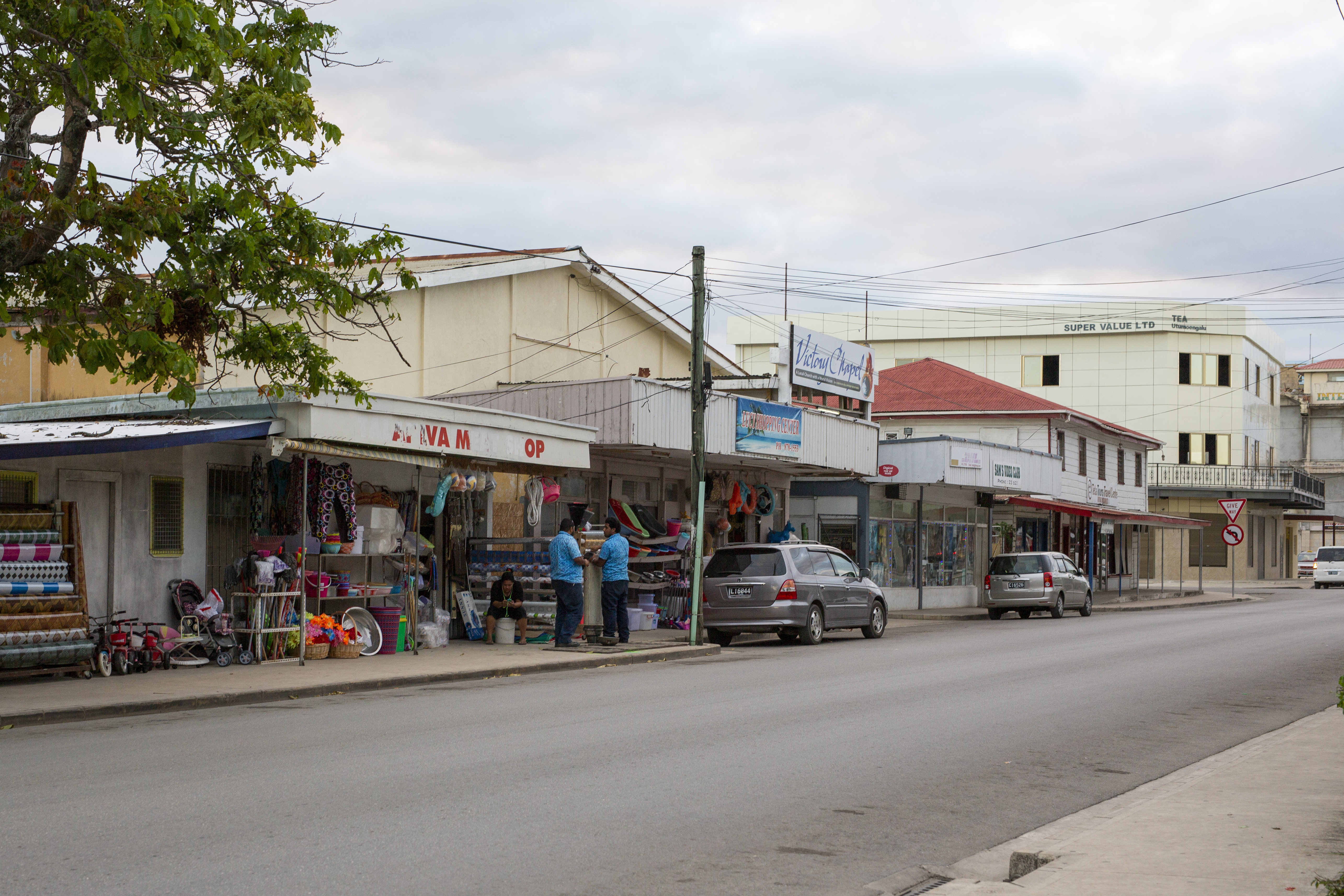
Markt in der Wellington Road, Kolofoʻou
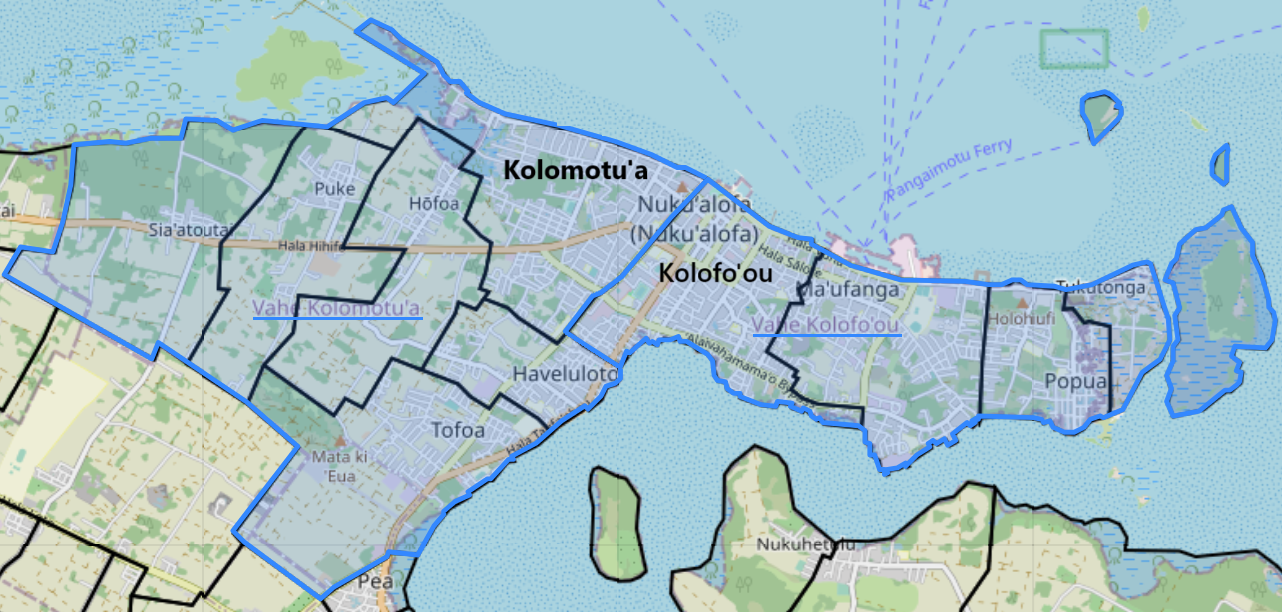
Greater Nukuʻalofa mit Gemeinden
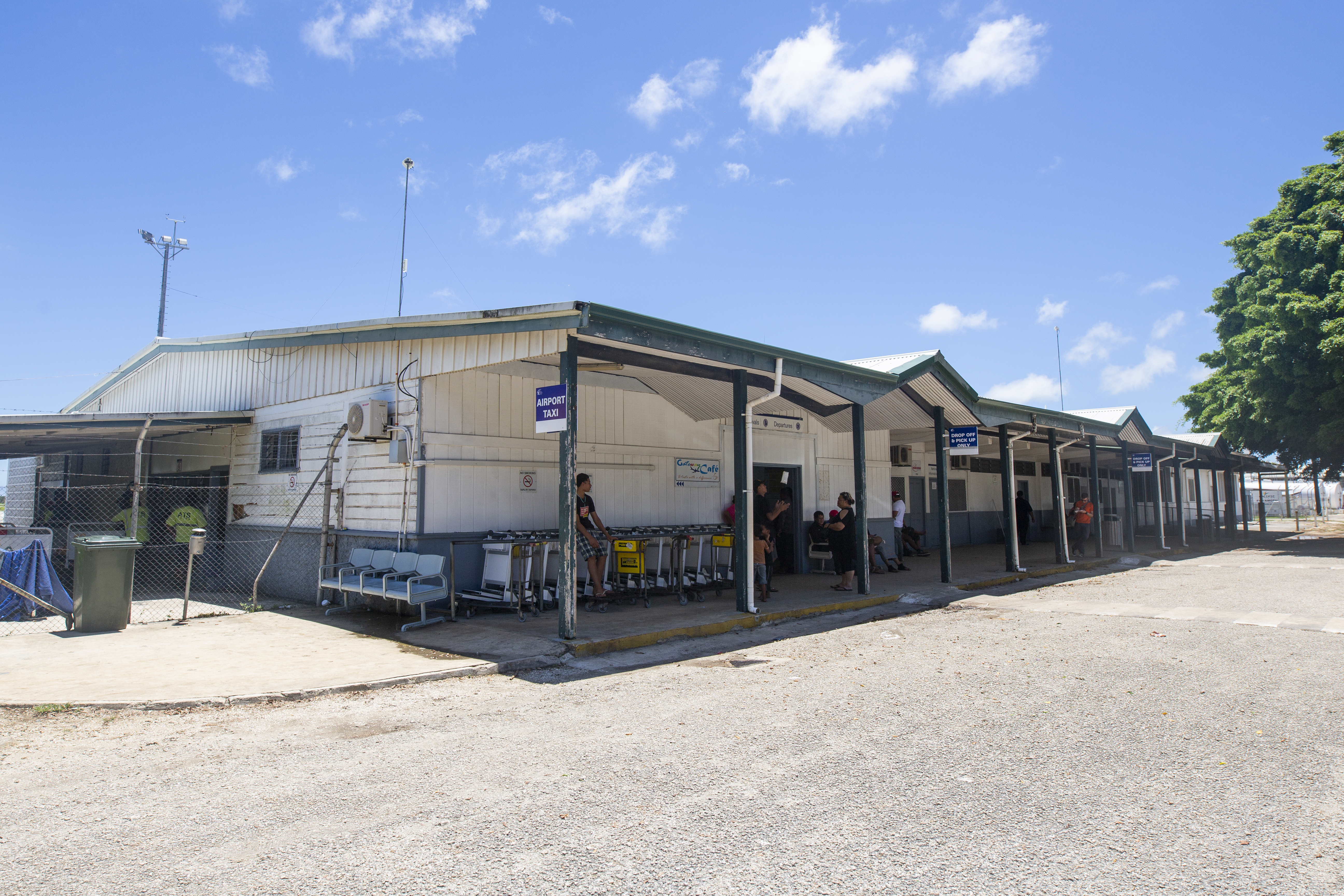
Flughafen Fuaʻamotu im Distrikt Tatakamotonga